# Валдес (полуостров)
Валдес (на испански: Península Valdés) е полуостров на атлантическия бряг на Аржентина, с площ – 3625 км². Голяма част от полуострова е ненаселена, има няколко солени езера, най-голямото от които е на 40 м. под морското равнище.
През 1999 г. полуостровът е включен в Списъка на световното наследство на ЮНЕСКО – най-вече заради своята богата и неповторима фауна.
На бреговете на полуострова се намират колонии на морски бозайници: южен морски слон (Mirounga leonina) и ушати тюлени (Otariidae). В залива Нуево (Golfo Nuevo), отделящ полуострова от бреговете на Патагония, се срещат южни китове (Eubalaena australis), а също и други видове китове и косатки. На полуострова обитават щрауси нанду, гуанако, мара и мн.др.
- Сателитна снимка на полуострова
- Аржентинска сива лисица
- Магеланов пингвин
- Гуанако
- Малък броненосец